# Запис липа у манастиру (Лешје)
Запис липа у манастиру (Лешје) се налази на парцели чији је власник ЈП "Србијашуме".

## Локација
| Општина             | Параћин                                                                     |
| Катастарска општина | Лешје                                                                       |
| Потес               | Тршевине                                                                    |
| Координате          | 43° 51′ 03″ С; 21° 32′ 04″ И / 43.850900000000003° С; 21.534500000000001° И |
| Надморска висина    | 318m                                                                        |

## Карактеристике
Дендрометријске вредности утврђене на терену и сателитским снимцима:
| Стабло                     | Липа |
| Висина стабла              | m    |
| Обим дебла                 | m    |
| Пречник крошње             | 12m  |
| Пречник дебла              | m    |
| Висина дебла до прве гране | m    |

## База записа
Запис је у оквиру Викимедија пројекта "Запис - Свето дрво" заведен под редним бројем 0044.